# Gauliga Mittelrhein 1940/41
De Gauliga Mittelrhein 1940/41 was het achtste voetbalkampioenschap van de Gauliga Mittelrhein. De competitie werd in twee groepen verdeeld en de winnaars bekampten elkaar voor de titel. VfL Köln 1899 werd kampioen en plaatste zich voor de eindronde om de Duitse landstitel. VfL werd groepswinnaar en was zo de eerste club uit de Gauliga Mittelrhein die erin slaagde door te stoten tot de halve finale, waarin de club met 4:1 verloor van FC Schalke 04.
Door de perikelen in de Tweede Wereldoorlog werd de Gauliga Mittelrhein opgeheven en verder onderverdeeld in de Gauliga Moselland en Gauliga Köln-Aachen. De top zeven ging naar de Gauliga Köln-Aachen, enkel Andernach ging in de Gauliga Moselland spelen

## Eindstand
| Plaats | Club              | Wed. | W  | G | V  | Saldo | Ptn.  |
| ------ | ----------------- | ---- | -- | - | -- | ----- | ----- |
| 1.     | VfL Köln 1899     | 18   | 14 | 1 | 3  | 97:27 | 29:7  |
| 2.     | VfR 1904 Köln     | 18   | 10 | 3 | 5  | 50:34 | 23:13 |
| 3.     | Mülheimer SV 06   | 18   | 10 | 3 | 5  | 45:44 | 23:13 |
| 4.     | SG Düren 99       | 18   | 9  | 3 | 6  | 46:39 | 21:15 |
| 5.     | SSV Troisdorf 05  | 18   | 9  | 1 | 8  | 62:40 | 19:17 |
| 6.     | SpVgg Sülz 07     | 18   | 8  | 3 | 7  | 40:38 | 19:17 |
| 7.     | Bonner FV 01      | 18   | 4  | 5 | 9  | 36:43 | 13:23 |
| 8.     | TuRa Bonn         | 18   | 4  | 4 | 10 | 36:53 | 12:24 |
| 9.     | SV 1910 Andernach | 18   | 4  | 4 | 10 | 29:66 | 12:24 |
| 10.    | SV 06 Beuel       | 18   | 3  | 3 | 12 | 27:84 | 9:27  |

|  | Kampioen, geplaatst voor nationale eindronde        |
|  | Speelt volgend jaar in de Gauliga Moselland 1941/42 |
|  | Degradatie naar de Bezirksliga                      |